# Acacia effusifolia
Acacia effusifolia är en ärtväxtart som beskrevs av Bruce R. Maslin och Buscumb. Acacia effusifolia ingår i släktet akacior, och familjen ärtväxter. Inga underarter finns listade i Catalogue of Life.